# Porta Naevia
Die Porta Naevia war ein antikes Stadttor der Servianischen Mauer in Rom.
Laut der Aufzählung der Tore bei Marcus Terentius Varro war es das erste der Abfolge porta Naevia, porta Raudusculana und porta Lavernalis. Das Tor wäre demnach im östlichen Bereich des Aventin zu lokalisieren. Hierfür spricht auch ein Inschriftenfund, der für die Regio XII einen vicus portae Naeviae belegt. Dieser vicus war vermutlich eine Verlängerung der außerhalb des Tores verlaufenden Via Ardeatina, so dass das Tor wohl zwischen den Kirchen Santa Balbina all’Aventino und San Saba zu lokalisieren ist.
Nach Sextus Pompeius Festus war der Name des Tores, das auch bei Titus Livius und Iulius Obsequens erwähnt wird, auf die silva oder nemora Naevia zurückzuführen, die einem gewissen Naevius gehörten und wegen der dort anzutreffenden Ansammlungen von Tagedieben und Vagabunden in schlechtem Ruf stand.  Reste des Tores sind nicht erhalten.